# Michael Müller Verlag
Der Michael Müller Verlag ist ein Verlag für Reiseführer, die sich an Individualreisende richten. Gegründet wurde er 1979 vom Autor und Verleger Michael Müller in Ebermannstadt, seit 1989 ist der Verlag in Erlangen ansässig. Der Verlag ist bei Reiseführern die Nummer zwei in Deutschland.

## Geschichte
Nach der Gründung des Verlags durch Michael Müller erschienen 1979 die ersten Reisebücher in einfachem Layout, ohne Fotos, aber mit selbstgezeichneten Karten und Illustrationen, z. B. zu Portugal. Ab 1982 veröffentlichte der Verlag auch Reiseliteratur über deutsche Regionen, wie beispielsweise ein Buch über die Fränkische Schweiz von Hans-Peter Siebenhaar.
Das Verlagsprogramm umfasst mehr als 220 Titel, mit denen Europa thematisch nahezu abgedeckt ist. Erweitert wird das Angebot für außereuropäische Reiseziele. Im Angebot sind auch Führer für Stadtrundgänge und Stadtumgebungen, teilweise mit elektronischen Medien. Seit 2009 produziert der Verlag eine GPS-orientierte Wanderführer-Reihe und seit 2010 werden auch Reise- und Wanderführer als Apps für Smartphones, Tablet-Computer und das ipod touch angeboten.
Im Jahr 2013 erreichte der Verlag mit 70 regelmäßig schreibenden freiberuflichen Autoren einen Absatz von 500.000 Exemplaren und einen Umsatz von sechs Millionen Euro. Die Autorenzahl hat sich 2018 auf 80 erhöht.